# Golpe
Golpe je technika hry na kytaru, spočívající ve zvláštním cvaknutí nehtem o tělo kytary. Je užívaná převážně ve flamencové kytaře.
Obvykle je prováděno prostředníčkem či prsteníčkem pravé ruky, ale stejně tak může být provedeno palcem či celou dlaní. Může být provedeno současně s úderem dolů jiným prstem (na příklad golpe prsteníkem a úder dolů ukazovákem nebo palcem).
Jelikož tato technika vyžaduje úder rukou na jednu stranu a současně protipohyb golpe na stranu druhou, je tato technika poměrně obtížná.